# Savigny-lès-Beaune
Savigny-lès-Beaune är en kommun i departementet Côte-d'Or i regionen Bourgogne-Franche-Comté i östra Frankrike. Kommunen ligger i kantonen Beaune-Nord som tillhör arrondissementet Beaune. År 2022 hade Savigny-lès-Beaune 1 300 invånare.

## Befolkningsutveckling
Antalet invånare i kommunen Savigny-lès-Beaune
Referens:INSEE